# Lug (Draganić)
Lug falu Horvátországban, a Károlyváros megyében. Draganić község része.

## Fekvése
Károlyvárostól 6 km-re északra, a Zágrábot és Károlyvárost összekötő régi főút mellett, a Kulpa-csatorna partján fekszik.  Község legdélibb települése, északról Goljak Draganićki, délről  Károlyváros határolja.

## Története
A berek jelentésű település ahhoz a draganići nemesi községhez tartozott, melynek jobbágyai 1249-ben  IV. Béla királytól szolgálataikért nemesi rangot kaptak. A draganići nemesi közösséget a Gutkeled nembeli István egész Szlavónia bánja, a podgorjei nemesi birtokok felől rendelkező oklevelében említik először. A közösség Šipak-hegyen álló Szent György temploma és plébániája 1334-ben már megvolt. A község lakóinak ez a helyi közössége a túrmezei nemesi kerülethez hasonlóan mintegy önkormányzatként államilag is elismerten fennmaradt egészen a 20. századig. A közösség vezető testületét minden évben Szent Fülöp és Szent György napja között választották újjá. Minden általuk kiadott okmányt a közösség nagypecsétjével hitelesítettek. A község lakói mezőgazdaságból és a kiterjedt, a közösség elöljárósága által igazgatott erdőkből éltek. A török elleni háborúk idején a király hívására draganići közösség 200 kopjást tartozott adni a turopoljei nemesi bandériumba. A településnek 1857-ben 67, 1910-ben 58 lakosa volt. A trianoni békeszerződésig Zágráb vármegye Károlyvárosi járásához tartozott. Lakosságát 2001-óta nem számlálják önállóan. Legutolsó számlálásakor 1991-ben 201-en lakták.

## Lakosság
| Lakosság változása | Lakosság változása | Lakosság változása | Lakosság változása | Lakosság változása | Lakosság változása | Lakosság változása | Lakosság változása | Lakosság változása | Lakosság változása | Lakosság változása | Lakosság változása | Lakosság változása | Lakosság változása | Lakosság változása | Lakosság változása |
| ------------------ | ------------------ | ------------------ | ------------------ | ------------------ | ------------------ | ------------------ | ------------------ | ------------------ | ------------------ | ------------------ | ------------------ | ------------------ | ------------------ | ------------------ | ------------------ |
| 1857               | 1869               | 1880               | 1890               | 1900               | 1910               | 1921               | 1931               | 1948               | 1953               | 1961               | 1971               | 1981               | 1991               | 2001               | 2011               |
| 67                 | 70                 | 67                 | 90                 | 60                 | 58                 | 89                 | 75                 | 119                | 128                | 125                | 143                | 158                | 201                | 0                  | 0                  |